# 僧ヶ岳県立自然公園
僧ヶ岳県立自然公園（そうがたけけんりつしぜんこうえん）は、富山県魚津市と黒部市にまたがる県立自然公園。面積5,800ha。最高峰は越中駒ヶ岳の2002.5m。2011年（平成23年）9月8日指定。

## 概要
北アルプス僧ヶ岳を中心とし、駒ヶ岳で中部山岳国立公園に隣接する。公園北部では黒部川水系宇奈月谷、南部で片貝川水系の北又谷までが指定域に含まれている。

## 地理

### 主な山岳
- 僧ヶ岳(1855.5m)

夏にはニッコウキスゲのお花畑、秋にはナナカマドやチングルマの紅葉が見られる。
- 越中駒ヶ岳(2002.5m)

標高2002mであることから2001年に登山道が開かれ2002年の山として広まった。

## 自然
北僧ヶ岳と僧ヶ岳の間にある仏ヶ平という広い山頂台地は、尾根西側に強風によって樹木が成長出来なかった風衝草原、東側に豪雪の雪溜まりによる池塘を含む雪田草原と、それぞれ違う植物層の草原を形成しており高山植物が豊富である。

### 植物
- ハクサンコザクラ
- オオサクラソウ
- キヌガサソウ
- ハクサンチドリ
- アオチドリ
- タカネサギソウ
- ヒメイチゲ
- ミヤマクワガタ
- シラネアオイ

## 地質
僧ヶ岳・駒ヶ岳は年代不明の変成岩帯である飛騨帯からなり、変成を受けた結晶質石灰岩や飛騨片麻岩が見られる。
公園内の宇奈月谷には同じく変成で出来た十字石片岩という珍しい鉱物があり、「宇奈月の十字石」県指定天然記念物となっている。

## 関連施設
- 片貝山荘

## 関連市町村
- 魚津市
- 黒部市